# Katri Helena
Katri Helena Kalaoja, in arte semplicemente Katri Helena, precedentemente conosciuta con i cognomi Turunen, Kalaoja-Rajala e da nubile come Koistinen (Tohmajärvi, 17 agosto 1945), è una cantante finlandese.
Ha iniziato la sua carriera negli anni sessanta ed è attualmente una tra le più popolari cantanti folk della Finlandia. È la prima cantante del suo paese ad aver venduto più di un milione di copie per un album, con Anna mulle tähtitaivas.
Tra i suoi più grandi successi ci sono Puhelinlangat laulaa, Katson sineen taivaan e Syysunelma. Ha rappresentato la Finlandia all'Eurovision Song Contest due volte, nel 1979 con Katson sineen taivaan e nel 1993 con Tule luo.

## Discografia
- Vaalea valloittaja, 1964
- Puhelinlangat laulaa, 1965
- Katri Helena, 1966
- Katupoikien laulu, 1967
- Paikka auringossa, 1968
- Ei kauniimpaa, 1969
- Kai laulaa saan, 1971
- Lauluja meille kaikille, 1972
- Kakarakestit, 1973
- Kun kohdattiin, 1973
- Paloma Blanca, 1975
- Lady Love, 1976
- Ystävä, 1978
- Katson sineen taivaan, 1979
- Sydämeni tänne jää, 1980
- Kotimaa, 1981
- Minä soitan sulle illalla, 1982
- Kirje sulle, 1984
- On elämä laulu, 1986
- Almaz, 1988
- Juhlakonsertti, 1989
- Anna mulle tähtitaivas, 1992
- Lähemmäksi, 1994
- Vie minut, 1995
- Hiljaisuudessa, 1996
- Missä oot, 1998
- Leidit levyllä, 2000
- Tässä tällä hetkellä, 2004
- Elämänlangat, 2006
- Hiljaisuudessa, 2006
- Tulet aina olemaan, 2009
- Valon maa, 2011
- Taivaan tie, 2014
- Niin on aina ollut, 2015